# جامعة تورنس أستراليا
جامعة تورنس أستراليا هي جامعة خاصة في أستراليا تأسست عام 2012. تقع في مدينة اديلايد.